# Dmitri Lobkov
Dmitri Vladimirovitch Lobkov, né le 2 février 1981 à Gorki, est un patineur de vitesse russe spécialiste des distances sprint. Il est médaillé d'argent au 500 m lors des Championnats du monde simple distance 2004 derrière Jeremy Wotherspoon. Il a participé à quatre éditions des Jeux olympiques d'hiver entre 2002 et 2014.

## Palmarès

### Championnats du monde simple distance
- Médaille d'argent sur le 500 m à Séoul en 2004.

### Coupe du monde
- 6 victoires individuelles.